# Kap Bayle
Das Kap Bayle (französisch Pointe Bayle) ist ein Kap, welches den nordöstlichen Ausläufer der Anvers-Insel im Palmer-Archipel und zugleich die südwestliche Begrenzung der Einfahrt zur Dallmann-Bucht bildet.
Teilnehmer der Vierten Französischen Antarktisexpedition (1903–1905) unter der Leitung des Polarforschers Jean-Baptiste Charcot kartierten es. Charcot benannte das Kap nach Vizeadmiral Charles-Jessé Bayle (1842–1918) von der französischen Marine.